# 山形市立西小学校
山形市立西小学校（やまがたしりつ にししょうがっこう、Yamagata Civic West Elementary School）は、山形県山形市にある公立小学校。略称は「山西小」（やまにししょう）、「山形西小」、山形市内では「西小」（にししょう）とも呼ばれている。

## 概要
- 山形市西側の住宅街の中に建っている。校章はけやき。卒業後はほとんどの児童が山形市立第二中学校へ進学する。
- また、学区の形がほぼ正方形になっている。

## 学区
西田・下条町2、3丁目・江南1～3丁目

## 沿革
- 1977年（昭和52年）
  - 4月1日 - 開校（七小分室14学級・金井小分室5学級・全校565人）。
  - 4月8日 - 第1回入学式挙行（七小で入学式実施）。
  - 5月15日 - PTA結成総会。
  - 7月18日 - 新校舎入校式挙行。
  - 8月11日 - 屋内運動場起工式挙行。
  - 9月21日 - 校章「けやき」制定し、校木を「けやき」と決定。
  - 12月23日 - 校旗樹立式挙行。
- 1978年（昭和53年）
  - 2月21日 - 校歌制定。
  - 3月23日 - 第1回卒業証書授与式挙行。最初の卒業生は70名。
  - 7月8日 - プール竣工記念プール開き。
- 1979年（昭和54年）
  - 3月18日 - 校舎東側に増築。
  - 6月2日 - 校門前にけやき植樹。
  - 7月15日 - 1周年記念式と玄関前校章・校名除幕式挙行。7月15日を創立記念日と定めた。
  - 12月15日 - フェンス竣工。
- 1980年（昭和55年）3月18日 - 校舎東側増築竣工。
- 1982年（昭和57年）7月15日 - 5周年記念として、岩石園日時計完成。また、この年度の児童数が、857名とピークを迎えた。
- 1987年（昭和62年）7月15日 - 創立10周年記念式典挙行し、「児童会の歌」掲額。
- 1991年（平成3年）
  - 5月8日 - JRCに加盟する。
  - 9月12日 - 学校週5日制より、第2土曜日休業始まる。
- 1993年（平成5年）10月19日 - 祖父母学級開始。
- 1995年（平成7年）8月21日 - グランド全面改修工事。
- 1996年（平成8年）4月 - 学校週5日制を月2回に拡大。
- 1997年（平成9年）10月19日 - 創立20周年記念式典挙行し、けやき太鼓発表会開催。
- 1999年（平成11年）1月19日 - コンピューター室を整備し、パソコン20台設置。
- 2002年（平成14年）
  - 4月 - 完全学校週5日制実施。
  - 4月12日 - 教育相談室完成。
- 2003年（平成15年）4月1日 - ひまわり学級新設。
- 2006年（平成18年）
  - 7月25日 - 西図書館改装。
  - 12月25日 - 東図書館整備。
- 2007年（平成19年）11月23日 - 創立30周年記念式典挙行。
- 2009年（平成21年）7月15日 - 校内LAN工事。
- 2010年（平成22年）7月16日 - 校舎耐震補強工事。
- 2011年（平成23年）3月11日 - 14時46分頃に発生した東日本大震災により、グランドへ避難。集団下校実施。
- 2012年（平成24年）
  - 1月24日 - 緊急連絡メール使用開始。
  - 5月28日 - 防災井戸設置（山形地下水利用対策協議会設立35周年記念事業）。
  - 6月25日 - 体育館耐震工事と入口バリアフリー化工事実施。
- 2014年（平成26年）
  - 7月8日 - 給食室屋根修理。
  - 8月6日 - 体育館床修理。
- 2016年（平成28年）
  - 6月30日 - 航空写真撮影実施。
  - 7月 - ビオトープづくり・理科学習園整備。
- 2017年（平成29年）10月27日 - 創立40周年記念式典挙行。

### この節の出典
- 学校沿革（西小学校ホームページ内） (PDF)

## アクセス
- 山交バス西田・瀬波線で、「西小学校前」バス停下車後、徒歩。
  - JR山形駅へは、上述の山交バスで
    - J17系統（山形駅方面から）「西小学校前」バス停まで16～17分
    - C1系統（山形駅方面まで）「西小学校前」バス停から15～16分。